# Khử lưu huỳnh bằng hydro
Khử lưu huỳnh bằng hydro (HDS, tiếng Anh: hydrodesulfurization) là quá trình hóa học có sử dụng xúc tác để loại bỏ các tạp chất, chủ yếu là các hợp chất chứa lưu huỳnh trong xăng, kerosene, diesel, dầu FO, nhiên liệu phản lực, dầu nhiên liệu và nguyên liệu cho các quá trình refoming xúc tác.
Quá trình HDS trong nhà máy lọc dầu là một phần của quá trình xử lý làm sạch nguyên liệu, sản phẩm của nhà máy lọc dầu bằng hydro (hydrotreating). Trong đó, xảy ra một loạt các phản ứng khác nhau như: hydrodesulfurization (HDS), hydrodenitrogenation (HDN), hydrodeoxygenation (HDO), hydrodemetallization (HDM), hydrogenation (HDY và HDA), phản ứng hydrocracking, phản ứng ngưng tụ tạo cốc.
Mục đích loại bỏ lưu huỳnh, tạo ra các sản phẩm như diesel có hàm lượng lưu huỳnh cực thấp là để tránh ngộ độc xúc tác trong các quá trình chế biến hóa học, giảm thiểu ăn mòn thiết bị, giảm lượng khí lưu huỳnh dioxide (SO2) phát sinh từ việc sử dụng các nhiên liệu đó trong ô tô, máy bay, đầu máy xe lửa, tàu thủy, nhà máy nhiệt điện, lò nung dân dụng, công nghiệp và các hình thức đốt nhiên liệu khác. Một lý do quan trọng khác để loại bỏ lưu huỳnh từ các luồng naphtha trong nhà máy lọc dầu là lưu huỳnh, ngay cả ở nồng độ cực thấp sẽ làm hư hại các kim loại quý (bạch kim, rheni) trong các bộ reforming xúc tác được sử dụng để tăng chỉ số octan của dòng khí naphtha.
Các quy trình phi sulfide hóa công nghiệp bao gồm các cơ sở vật chất để thu giữ và loại bỏ khí hydro sulfide (H2S). Trong các nhà máy lọc dầu, khí hydro sulfide sau đó được chuyển đổi thành nguyên tố phụ lưu huỳnh hoặc acid sulfuric (H2SO4). Trên thực tế, phần lớn trong số 64.000.000 tấn lưu huỳnh được sản xuất trên toàn thế giới năm 2005 là sản phẩm phụ lưu huỳnh từ các nhà máy lọc dầu và các nhà máy chế biến hydrocarbon khác.
Các cơ sở vật chất thực hiện quá trình HDS trong ngành công nghiệp lọc dầu thường được gọi là hydrotreater.

## Hydrotreating
Quá trình khử lưu huỳnh là 1 phần của hydrotreating. Thực tế, hydro cũng được sử dụng để khử nitơ, oxy ra khỏi dầu mỏ. Sản phẩm chung là amonia, hydro sulfide, nước. Tiếp đó, chúng được chuyển thành phân bón. Quá trình hydrotreating phải được thực thi ở nhiệt độ, áp suất cao. Chất xúc tác thường có molybden trên nền gamma-alumina, có bổ sung thêm nicken, cobalt. 
- Phương trình tổng quát của hydrodesulfurization (đối với thiol):

{\displaystyle {\ce {R-SH + H2 -> R-H + H2S}}}
- Phương trình tổng quát của hydrodenitrogenation:

{\displaystyle {\ce {R-N(-R1)R2 + 3H2 -> R-H + R1-H + R2-H + NH3}}}
- Phương trình đối với hydrodeoxygenation:

{\displaystyle {\ce {R1-O-R2 + 2H2 -> R1-H + R2-H + H2O}}}